# Tylimanthus laxus
Tylimanthus laxus là một loài rêu tản trong họ Acrobolbaceae. Loài này được (Lindenb.) Stephani miêu tả khoa học lần đầu tiên năm.